# 李荣 (郓王)
李荣（？—？），唐朝皇子，是唐肃宗的第八子，生母为普通宫人。
天宝年间，封灵昌郡王。早早去世。宝应元年（762年）五月，李荣被他兄长唐代宗追封为郓王。

## 延伸阅读
[在维基数据编辑]
 《舊唐書·卷116》，出自刘昫《舊唐書》